# Escharina boreale
Escharina boreale är en mossdjursart som beskrevs av Hayward 1994. Escharina boreale ingår i släktet Escharina och familjen Escharinidae. Inga underarter finns listade i Catalogue of Life.